# Mausoleul lui Lenin

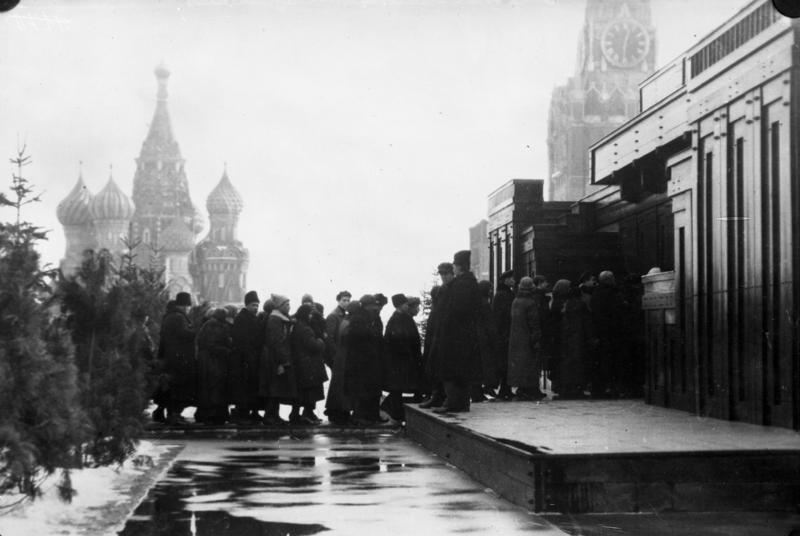
Versiune de lemn a mausoleului lui Lenin, martie 1925

Mausoleul lui Lenin, aflat în Piața Roșie din Moscova, este locul în care a fost depusă mumia lui Vladimir Ilici Lenin. Trupul îmbălsămat a fost expus publicului la scurtă vreme după moartea sa din 1924. Structura monumentală din granit proiectată de Alexei Șciusev incorporează elemente din arhitectura mausoleelor antice, precum piramida în trepte.
Pe 21 ianuarie, ziua în care a murit liderul bolșevic, guvernul sovietic a primit mai mult de 1.000 de telegrame din toată Rusia, în care se cerea ca trupul lui Lenin să nu fie îngropat ci, într-un fel sau altul, să fie conservat pentru generațiile următoare. În dimineața zilei de 22 ianuarie, profesorul Alexei Abricosov – un patolog și anatomist renumit din Rusia, (care nu e una și aceeași persoană cu fizicianul Alexei Abricosov) – a îmbălsămat trupul lui Lenin pentru a-l păstra până la ceremonia înhumării. În noaptea zilei de 23 ianuarie, arhitectul A. Șciusev a primit sarcina de a proiecta și a construi în trei zile un mormânt în care să poată intra toți cei care doreau să-și ia rămas-bun de conducătorul statului sovietic. Pe 26 ianuiarie s-a luat decizia să se plaseze mormântul în Piața Roșie, lângă Zidul Kremlinului. Până pe 27 ianuarie, Șciusev a construit un monument funerar din lemn și, la ora 16, coșciugul lui Lenin a fost adus aici. Mai mult de 100.000 de oameni au vizitat mormântul timp de o lună și jumătate. Până în august 1924, Șciusev a mărit monumentul. Un alt arhitect, Konstantin Melnikov a proiectat sarcofagul.
În 1929, s-a ajuns la concluzia că este posibil să se conserve trupul lui Lenin pentru o perioadă mai mare de timp. Din acest motiv s-a hotărât să se construiască un nou mausoleu din piatră, care să-l înlocuiască pe cel din lemn. Sarcina a fost încredințată arhitecților Alexei Sciuusev, I.A.Franțuz și G.K. Iakovlev. Ei au folosit marmură, porfir, granit și andezin pentru noua construcție. În octombrie 1930, mausoleul a fost gata. În 1973, sculptorul Nikolai Tomski a proiectat un sarcofag nou.
Pe 26 ianuarie 1924, comandantul garnizoanei Moscova a dat publicității ordinul de înființare a Gărzii de Onoare a Mausoleului. Rușii au numit-o Santinela numărul unu. După criza constituțională rusă din 1993, Garda de Onoare a Mausoleului și-a încetat misiunea.
Mai mult de 73 de milioane de oameni au vizitat mausoleul între 1924 și 1972. 
Deși specialiștii sovietici au întreprins acțiuni anuale de conservare a trupului lui Lenin, aspectul "ceruit" al acestuia i-a făcut pe mulți să se întrebe dacă nu cumva este expus un fals. Atât fostul guvern sovietic, cât și autoritățile rusești din zilele noastre au refuzat să facă vreo declarație despre autenticitatea trupului expus în mausoleu.
Trupul îmbălsămat al lui Iosif Vissarionovici Stalin a fost expus din 1953 până pe 31 octombrie 1961 alături de cel al lui Lenin. După această dată, trupul lui Stalin a fost îngropat lângă zidul Kremlinului.
Boris Elțân, având sprijinul Bisericii ortodoxe ruse, a încercat să închidă mausoleul și să îngroape trupul lui Lenin, dar nu a reușit să-și ducă la îndeplinire planul. 
În fiecare an, pe 21 ianuarie, simpatizanții Partidului Comunist se adună să depună flori la mausoleul lui Lenin din Piața Roșie, marcând astfel aniversarea morții primului conducător al statului sovietic.